# Лейтенант Шмидт (яхта)
«Лейтенант Шмидт» — историческое парусное судно, яхта. Была построена в 1910 году в Англии по проекту Альфреда Милна. Парусное вооружение после постройки — тендер. После модернизации 1974 года парусное вооружение — бермудский кеч.
До Октябрьской революции яхта носила имя «Маяна» (англ. Mayana) и принадлежала Фальц-Фейнам, одесским владельцам консервных заводов и поместья, на территории которого ныне расположен заповедник Аскания-Нова. Яхта двенадцать раз участвовала во всемирных гонках, восемь раз занимала первое место, и дважды — второе.
После революции яхта получила новое имя «Лейтенант Шмидт» в честь П. П. Шмидта.
Начиная с весны 1923 года на яхте занимался парусным спортом будущий основатель советской космонавтики Сергей Королёв.
В период Великой Отечественной войны фашистские захватчики перегнали яхту в Румынию, после войны она была возвращена в СССР. В 1974 году яхта была подвергнута модернизации: модифицирован корпус, установлены грот-мачта и из облегчённого магний-алюминиевого сплава, бизань-мачта-из дерева,свинцовый фальшкиль весом 2,5 тонн и дизельный двигательЯМЗ-206. В парусное вооружение после модернизации входили 2 стакселя, грот, бизань, спинакер. Общая парусность судна составляла 360 м2. Главные размерения: водоизмещение 50 т, длина 23,17 м, ширина 3,93 м, и осадка 3,10 м. Основной цвет парусов — оранжевый. Один адмиралтейский якорь плюс один стоп-анкер.
Яхта участвовала в съемках фильма «Капитан „Пилигрима“». По приглашению музея П. П. Шмидта при севастопольской школе № 49 яхта совершила переход: Одесса—остров Березань—Очаков—Скадовск—Черноморское—Евпатория—Севастополь.
В воскресенье 11 октября 1987 года яхта во время ночного шторма разбилась о волнорез в районе одесского пляжа «Отрада», в крушении погибли два человека. Восстановлению яхта не подлежала.